# Ernesto Javier Chevantón
Ernesto Javier Chevantón Espinosa (ur. 12 sierpnia 1980 w Juan Lacaze) – piłkarz urugwajski grający na pozycji napastnika.

## Kariera klubowa
Chevantón pierwsze piłkarskie kroki stawiał w wieku 12 lat i wtedy zapisał się do szkółki piłkarskiej klubu Danubio FC, z której wywodził się także Alvaro Recoba. Do pierwszej drużyny trafił w 1997 roku, ale przez dwa sezony rozegrał zaledwie 2 ligowe mecze. Furorę zrobił dopiero w roku 2000, gdy w lidze zdobył 33 gole w 30 meczach i został królem strzelców ligi. Zgłosiły się wówczas po niego kluby z Europy, ale Javier na kolejny sezon został w Danubio. W 2001 roku zdobył 14 goli w 16 meczach fazy Apertura i doprowadził drużynę do mistrzostwa.
Latem 2001 Chevantón za 7 milionów euro przeszedł do włoskiego US Lecce. W Serie A zadebiutował 26 sierpnia w zremisowanym 1:1 meczu z Parmą i już w debiucie zdobył gola. W całym sezonie 2001/2002 był najjaśniejszym punktem Lecce i zdobył 12 goli w lidze, ale nie pomogło to w utrzymaniu i klub ten spadł do Serie B. W drugiej lidze Włoch Chevantón także był skuteczny i z 18 golami na koncie został najlepszym strzelcem drużyny, która powróciła w szeregi Serie A. Natomiast w sezonie 2003/2004 strzelił dla Lecce 18 goli i zajął 10. miejsce w lidze. Łącznie przez trzy sezony rozegrał dla zespołu z Apulii 88 meczów i zdobył 47 bramek, co czyni go najlepszym po Pedro Pablo Pascullim strzelcem w historii Lecce.
W 2004 roku Chevantón zmienił barwy klubowe i został zawodnikiem AS Monaco, w którym miał zastąpić Fernando Morientesa. W Ligue 1 zadebiutował 7 sierpnia w wygranym 1:0 wyjazdowym spotkaniu z AS Saint-Étienne i to on zdobył jedynego gola dla ASM. W Monaco występował przez dwa sezony, ale nie spisywał się już tak dobrze jak we Włoszech. Miewał wówczas problemy z kolanem i przez kontuzje opuścił dużą część spotkań. Dla Monaco zagrał w 50 meczach i strzelił w nich 20 goli. W sezonie 2004/2005 zajął 3. miejsce, a w 2005/2006 – 10. i wystąpił wtedy w rozgrywkach grupowych Ligi Mistrzów.
Przed sezonem 2006/2007 Chevantón za 8,9 miliona euro został sprzedany do hiszpańskiej Sevilli. W przygotowaniach do sezonu doznał kontuzji pleców i w Sewilli zadebiutował dopiero 23 listopada w wygranym 2:0 meczu ze Sportingiem Braga w fazie grupowej Pucharu UEFA (w w debiucie zdobył bramkę na 2:0). Natomiast w lidze po raz pierwszy wystąpił 3 grudnia w meczu z Espanyolem Barcelona. O miejsce w ataku Urugwajczyk rywalizował z Frederikiem Kanoute, Luisem Fabiano oraz Aleksandrem Kierżakowem. Dobrze spisał się zwłaszcza w zwycięskim dla Sewilli Pucharze UEFA (w finale nie zagrał), gdy w 5 rozegranych meczach czterokrotnie trafiał do siatki rywali.
W rundzie jesiennej rozgrywek 2009/2010 Chevantón wystąpił tylko w 1 ligowym pojedynku. 26 listopada 2009 ogłoszono, że 1 stycznia zostanie wypożyczony na pół roku do Atalanty BC. Spadł z nią do drugiej ligi, a po sezonie sprzedano go do beniaminka Serie A, Lecce.
| Sezon   | Klub        | Kraj      | Rozgrywki                 | Mecze | Bramki |
| ------- | ----------- | --------- | ------------------------- | ----- | ------ |
| 1997    | Danubio     | Urugwaj   | Primera División Uruguaya | 1     | 0      |
| 1998    | Danubio     | Urugwaj   | Primera División Uruguaya | 1     | 0      |
| 1999    | Danubio     | Urugwaj   | Primera División Uruguaya | 9     | 3      |
| 2000    | Danubio     | Urugwaj   | Primera División Uruguaya | 30    | 32     |
| 2001    | Danubio     | Urugwaj   | Primera División Uruguaya | 16    | 14     |
| 2001/02 | Lecce       | Włochy    | Serie A                   | 27    | 12     |
| 2002/03 | Lecce       | Włochy    | Serie B                   | 30    | 16     |
| 2003/04 | Lecce       | Włochy    | Serie A                   | 30    | 18     |
| 2004/05 | AS Monaco   | Francja   | Ligue 1                   | 27    | 10     |
| 2005/06 | AS Monaco   | Francja   | Ligue 1                   | 23    | 10     |
| 2006/07 | Sevilla FC  | Hiszpania | Primera División          | 17    | 4      |
| 2007/08 | Sevilla FC  | Hiszpania | Primera División          | 8     | 1      |
| 2008/09 | Sevilla FC  | Hiszpania | Primera División          | 8     | 3      |
| 2009/10 | Sevilla FC  | Hiszpania | Primera División          | 1     | 0      |
| 2009/10 | Atalanta BC | Włochy    | Serie A                   | 12    | 2      |
| 2010/11 | Lecce       | Włochy    | Serie A                   |       |        |

## Kariera reprezentacyjna
W reprezentacji Urugwaju Chevantón zadebiutował 13 lipca 2001 roku w wygranym 1:0 meczu z Boliwią, rozegranym w ramach turnieju Copa América 2001. W 64. minucie tego spotkania zdobył zwycięskiego gola. Był to jednak jego jedyny mecz w tym turnieju, a Urugwaj zajął 4. miejsce. Występował też w eliminacjach do Mistrzostw Świata w Niemczech, ale Urugwaj nie zakwalifikował się do tego turnieju.